# Афанасьєв Данило Якович
Дани́ло Я́кович Афана́сьєв (*30 грудня 1902, Новомиргород — †28 червня 1990, Київ) — український біолог, геоботанік, доктор біологічних наук (1966), лауреат премії імені Миколи Холодного АН УРСР (1973).

## Біографія
Данило Якович Афанасьєв народився 30 грудня 1902 року в м. Новомиргород Херсонської губернії.
В 1925 році закінчив Зінов'євський педагогічний технікум, а в 1930 році — Одеський інститут народної освіти.
Протягом 1925–1926 років Д. Я. Афанасьєв завідував трудовою школою Кіровоградської області, працював викладачем, а з 1929 по 1935 роки — директором сільськогосподарського технікуму на Одещині.
З 1931 року працював в Інституті ботаніки АН УРСР. В 1934–1939 роках — аспірант, в 1939—1941 — старший науковий співробітник. Одночасно працював директором Акліматизаційного саду ВУАН (1933–1935), виконував обов'язки завідувача (1939–1941), а згодом керував відділом геоботаніки Інституту ботаніки АН УРСР (1945–1955), був старшим співробітником-консультантом (1970–1990).
Помер 28 червня 1990 року в Києві.

## Наукова діяльність
В 1931–1941 роках Данило Якович здійснив низку експедицій для дослідження рослинності України. Будучи провідним лукознавцем, він розробляв еколого-фітоценологічну і топологічну класифікацію луків, заходи для підвищення її продуктивності.
Описав луки Десни, Прип'яті, Дніпра та його приток, Великої Висі, Полісся та Карпат.

## Нагороди
- 1973 — премія ім. М. Холодного АН УРСР.